# Bufoceratias
Bufoceratias là một chi cá trong họ Diceratiidae.

## Các loài
Có 3 loài được ghi nhận thuộc chi này như sau:
- Bufoceratias shaoi Pietsch, H. C. Ho & Ho. Mi. Chen, 2004
- Bufoceratias thele (Uwate, 1979)
- Bufoceratias wedli (Pietschmann, 1926)